# Oxyphorbia dyscrita
Oxyphorbia dyscrita är en tvåvingeart som beskrevs av Griffiths 1996. Oxyphorbia dyscrita ingår i släktet Oxyphorbia och familjen blomsterflugor.
Artens utbredningsområde är British Columbia. Inga underarter finns listade i Catalogue of Life.